# 馬克西梅齊
48°30′57″N 24°16′28″E / 48.51583°N 24.27444°E
馬克西梅齊（烏克蘭語：Максимець），是烏克蘭的村落，位於該國西部伊萬諾-弗蘭科夫斯克州，由納德沃爾納亞區負責管轄，面積29.5平方公里，2001年人口878，人口密度每平方公里29.8人。